# Jos Houben (Belgisch politicus)
Jozef Frans (Jos) Houben (Berlaar, 17 februari 1919 - aldaar, 7 januari 2018) is een voormalig Belgisch politicus voor de BWP / BSP / SP.

## Levensloop
Hij was de jongere broer van Frans Houben, die eveneens politiek actief was. In 1943 studeerde hij af als maatschappelijk assistent aan de Arbeidershogeschool.
Houben  werd beroepshalve bediende. Hij trad toe tot de toenmalige BWP en was van 1938 tot 1986 de voorzitter van de partijafdeling van Berlaar. Tijdens de Tweede Wereldoorlog verbleef hij als krijgsgevangene een tijd in Stalag IV-A. In 1944 werd hij secretaris van het ABVV en de lokale afdeling van De Voorzorg in Berlaar en Heist-op-den-Berg. Voor de BWP was hij van 1947 tot 1994 gemeenteraadslid van Berlaar. Vanaf 1950 werd hij tevens secretaris van de Algemene Centrale te Berlaar. Van 1965 tot 1970 was hij te Berlaar schepen van Openbare Werken en van 1954 tot 1977 was hij ook provincieraadslid van de provincie Antwerpen. Op 27 november 1968 werd hij benoemd tot ridder in de Leopoldsorde.
In 1971 werd hij aangesteld als hulpsecretaris en in 1973 als secretaris-generaal van de Socialistische Mutualiteit Mechelen-Turnhout. Daarnaast was hij van 1971 tot 1994 burgemeester van Berlaar en van 1968 tot 1977 was hij ondervoorzitter van de Antwerpse provincieraad. Van 1977 tot 1985 zetelde hij tevens in de Belgische Senaat als rechtstreeks verkozen senator voor het kiesarrondissement Mechelen-Turnhout. In de periode mei 1977-oktober 1980 zetelde hij als gevolg van het toen bestaande dubbelmandaat ook in de Cultuurraad voor de Nederlandse Cultuurgemeenschap. Vanaf 21 oktober 1980 tot oktober 1985 was hij lid van de Vlaamse Raad.
Hij overleed op 98-jarige leeftijd in het Woonzorgcentrum Sint-Augustinus. Na zijn dood werd hij opgebaard in het gemeentehuis, de uitvaartplechtigheid vond plaats in de Sint-Pieterskerk.

## Trivia
In november 2014 werd in Berlaar, in de nieuwe verkaveling genaamd Balderdorp een straat genoemd naar hem als eerbetoon. De straatnaam luidt: F.J. Houbenstraat.